# Patriarchat jerozolimski

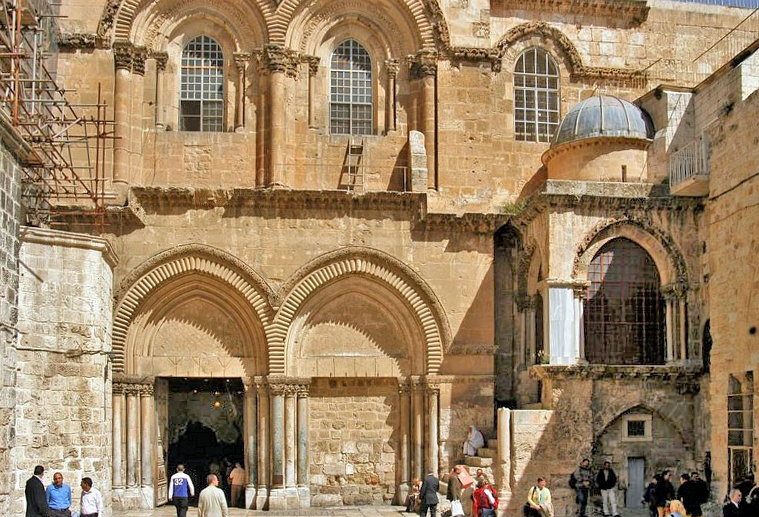
Bazylika Grobu Pańskiego w Jerozolimie – Kościół Matka

Patriarchat jerozolimski, Kościół Jerozolimski – tradycyjna i popularna nazwa lokalnej wspólnoty chrześcijańskiej w Jerozolimie.

## Historia
Pierwsza wspólnota powstała bezpośrednio po śmierci Jezusa z Nazaretu, w roku 30 lub 33 i tworzyli ją wszyscy apostołowie wraz z Marią, matką Jezusa oraz jego pozostali uczniowie (zarówno mężczyźni, jak i kobiety), którzy wcześniej im towarzyszyli. Po Zesłaniu Ducha Świętego liczba członków wspólnoty wzrosła do około trzech tysięcy i stanowili ją judeochrześcijanie z całego ówczesnego cywilizowanego świata.
Pierwszym przywódcą Kościoła w Jerozolimie był Piotr Apostoł, potem Jakub Sprawiedliwy, a po jego śmierci w 62 r. n.e. biskupem Kościoła w Jerozolimie został Symeon, syn Kleofasa i Marii.
Początkowo wspólnota ta miała podstawowe znaczenie dla Kościoła czego dowodem może być narada apostołów zwana Soborem jerozolimskim, dlatego chrześcijanie uważają Kościół Jerozolimski za Kościół Matkę.
Do r. 135 Kościół Jerozolimski miał charakter czysto żydowski. Po tej dacie, w związku z wygnaniem Żydów z Jerozolimy, wspólnota chrześcijańska tego miasta została powtórnie sformowana przez rzymskich kolonistów. W r. 451 Kościół jerozolimski został podniesiony do godności patriarchatu. W 1099 r. doszło do podziału urzędu patriarchy Jerozolimy pomiędzy patriarchę prawosławnego i łacińskiego.
Pierwszym miejscem spotkań judeochrześcijan w Jerozolimie i jednocześnie pierwszą „katedrą biskupią” był Wieczernik. Od IV wieku najbardziej znanym obiektem sakralnym Kościoła Jerozolimy jest Bazylika Grobu Pańskiego.

## Biskupi Jerozolimy tradycjijudeo-chrześcijańskiej
Euzebiusz z Cezarei podaje, że do czasu oblężenia Żydów w Jerozolimie za panowania cesarza Hadriana nastąpiło po sobie kolejno 15 biskupów o rodowodzie hebrajskim. Wszyscy pochodzili z obrzezanych. Powstaje pytanie, dlaczego w tak krótkim czasie nastąpiło po sobie tylu biskupów. Niektórzy historycy proponują by listę stworzoną przez Euzebiusza traktować jako wykaz prezbiterów (starszych) jerozolimskich, spośród których wybierano biskupa.
| Zwierzchnik             | Pontyfikat                         |
| 1. Jakub brat Pański    | 30/33 – 62                         |
| 2. Symeon I (Szymon)    | 70 – 99 (wg innych źródeł 106–107) |
| 3. Justus               | 99 – 111                           |
| 4. Zacheusz             | 111 – ?                            |
| 5. Tobiasz              | ?                                  |
| 6. Beniamin I           | ? – 117                            |
| 7. Jan I (Joachim?)     | 117 – ?                            |
| 8. Mateusz I            | ?                                  |
| 9. Filip (Beniamin II?) | ?                                  |
| 10. Seneka              | ?                                  |
| 11. Justus II           | ?                                  |
| 12. Lewi                | ?                                  |
| 13. Efrem I             | ?                                  |
| 14. Józef I             | ?                                  |
| 15. Juda (Judasz)       | ? – 134                            |

## Biskupi Jerozolimy narodowościrzymskiej
- Marek z Jerozolimy (134–?)
- Kasjan z Jerozolimy (?)
- Polibiusz z Jerozolimy (?)
- Maksym I z Jerozolimy (?)
- Julian I z Jerozolimy (?)
- Gajusz I z Jerozolimy (?)
- Symmach z Jerozolimy (?)
- Gajusz II z Jerozolimy (?–162)
- Julian II z Jerozolimy (162–?)
- Kapiton z Jerozolimy (?)
- Maksym II z Jerozolimy (?)
- Antonin z Jerozolimy (?)
- Walens z Jerozolimy (?)

## Biskupi Jerozolimy narodowościgreckiej
- Dolichian z Jerozolimy (?–185)
- Narcyz z Jerozolimy (185–?)
- Dios z Jerozolimy (?)
- Germanion z Jerozolimy (?)
- Gordius z Jerozolimy (?–211)
- Narcyz z Jerozolimy (ponownie) (?–231)
- Aleksander z Jerozolimy (231–249)
- Mazabanes z Jerozolimy (249–260)
- Hymenajos z Jerozolimy (260–276)
- Zabdas z Jerozolimy (276–283)
- Hermon z Jerozolimy (283–314)
- Makary I z Jerozolimy (314–333)
- Maksym III z Jerozolimy (333–348)
- Cyryl Jerozolimski (348–386)
- Jan II z Jerozolimy (386–417)
- Prauliusz z Jerozolimy (417–422)
- Juwenalis z Jerozolimy (422–451)

W 451 r. – wyniesienie do rangi patriarchy przez Sobór Chalcedoński

## Patriarchowie Jerozolimy do schizmy wschodniej
- Juwenalis z Jerozolimy (Juwanalios) (451–458)
- Anastazy I (patriarcha Jerozolimy) (Anastazjusz) (458–478)
- Martyriusz (patriarcha Jerozolimy) (478–486)
- Sallustiusz (patriarcha Jerozolimy) (486–493)
- Eliasz I (patriarcha Jerozolimy) (494–516)
- Jan III (patriarcha Jerozolimy) (516–523)
- Piotr I (patriarcha Jerozolimy) (524–552)
- Makary II (patriarcha Jerozolimy) (552, 564–575)
- Eustachy (patriarcha Jerozolimy) (Eustachiusz) (552–564)
- Jan IV (patriarcha Jerozolimy) (575–594)
- Amos (patriarcha Jerozolimy) (594–601)
- Izaak (patriarcha Jerozolimy) (Isaakiusz) (601–608)
- Zachariasz (patriarcha Jerozolimy) (609–632)
- Modest (patriarcha Jerozolimy) (Modestus) (632–634)
- Sofroniusz I (patriarcha Jerozolimy) (634–638)
- Pyrrus (patriarcha Jerozolimy) (?)
- Anastazy II (patriarcha Jerozolimy) (Anastazjusz) (?–706)
- Jan V (patriarcha Jerozolimy) (706–735)
- Teodor I (patriarcha Jerozolimy) (745–770)
- Eliasz II (patriarcha Jerozolimy) (770–797)
- Jerzy (patriarcha Jerozolimy) (797–807)
- Tomasz I (patriarcha Jerozolimy) (807–820)
- Bazyli (patriarcha Jerozolimy) (820–838)
- Jan VI (patriarcha Jerozolimy) (838–842)
- Sergiusz I (patriarcha Jerozolimy) (842–844)
- Salomon (patriarcha Jerozolimy) (Solomon) (855–860)
- Teodozjusz (patriarcha Jerozolimy) (862–878)
- Eliasz III (patriarcha Jerozolimy) (878–907)
- Sergiusz II (patriarcha Jerozolimy) (908–911)
- Leoncjusz (patriarcha Jerozolimy) (912–929)
- Atanazy I (patriarcha Jerozolimy) (Atanazjusz) (929–937)
- Chrystodolus I (patriarcha Jerozolimy) (ok. 937)
- Agaton (patriarcha Jerozolimy) (950–964)
- Jan VII (patriarcha Jerozolimy) (964–966)
- Chrystodulos II (patriarcha Jerozolimy) (966–969)
- Tomasz II (patriarcha Jerozolimy) (969–978)
- Józef II (patriarcha Jerozolimy) (980–983)
- Orestes (patriarcha Jerozolimy) (983–1005)
- Teofil I (patriarcha Jerozolimy) (Teofilus) (1012–1020)
- Nicefor I (patriarcha Jerozolimy) (Niceforus) (1020–?)
- Joannicjusz (patriarcha Jerozolimy) (po 1020 – przed 1084)